# Schuldner
Als Schuldner wird eine natürliche oder juristische Person bezeichnet, die aus einem vertraglichen oder gesetzlichen Schuldverhältnis gegenüber dem Gläubiger eine Leistungspflicht trifft. Der Schuldner ist dabei regelmäßig verpflichtet, eine bestimmte Leistung oder Gegenleistung (Geldzahlung) zu erbringen. Regelmäßig sind Schuldverhältnisse so konzipiert, dass beide Parteien sowohl Gläubiger als auch Schuldner sind, klassischerweise bei gegenseitigen Verträgen, wie dem Kauf-, Miet- oder Dienstvertrag.
Das Recht der Schuldverhältnisse ist im zweiten Buch des Bürgerlichen Gesetzbuchs geregelt. Darin werden Inhalt, Vertragsgestaltung und Erlöschen von Schuldverhältnissen sowie die Übertragung und Übernahme von Forderungen und Schuldverhältnisse in Mehrpersonenverhältnissen geregelt. Einen großen Teil nehmen die einzelnen Schuldverhältnisse ein § 433 ff. BGB. Die Verpflichtung zu Leistungen folgt den § 241 ff. BGB. Der Gläubiger ist danach berechtigt, vom Schuldner eine Leistung zu fordern, wobei die Leistung auch in einem Unterlassen bestehen kann. Ein Schuldnerstatus kann auch aus einem gesetzlichen Schuldverhältnis resultieren, etwa aus unerlaubter Handlung (§§ 823 ff. BGB).
Dem Schuldner obliegt, die Leistung zur rechten Zeit, am rechten Ort und in vertragsgemäßer Weise unter Beachtung von Treu und Glauben zu erbringen.

## Schweiz
Im schweizerischen Sprachgebrauch hat der Begriff „Schuldner“ in einer Betreibung lediglich die Bedeutung „Betriebener“.